# Dolores Hidalgo (Durango)
Dolores Hidalgo es una localidad del estado mexicano de Durango. Es parte del municipio de Durango.

## Toponimia
El nombre de la localidad rinde homenaje a Miguel Hidalgo, héroe de la Independencia de México y considerado Padre de la patria.

## Demografía
| Gráfica de evolución demográfica |
|                                  |

| Censo | Población |
| ----- | --------- |
| 1940  | 174       |
| 1950  | 255       |
| 1960  | 443       |
| 1970  | 537       |
| 1980  | 875       |
| 1990  | 765       |
| 2000  | 778       |
| 2010  | 735       |
| 2020  | 1 103     |